# Baleinier

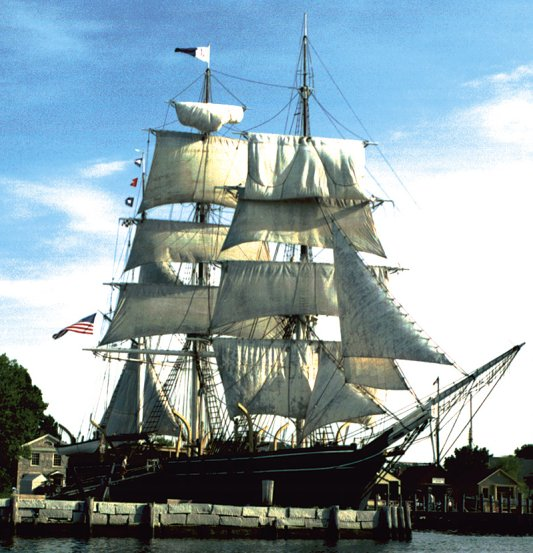
Le Charles W. Morgan baleinier du XIXe siècle.

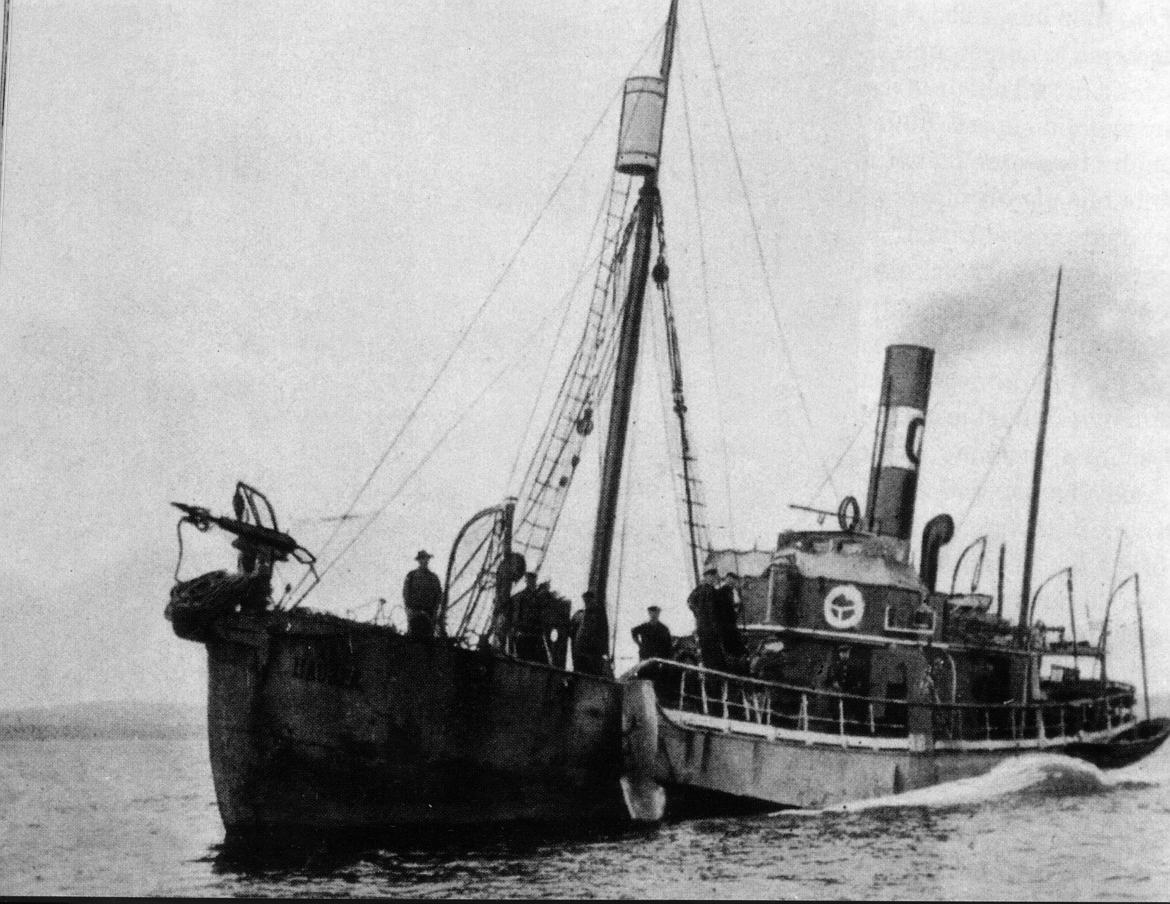
Petit baleinier équipé d'un canon à harpon à Sept-Îles (Québec), autour de 1900.

Un baleinier est un navire utilisé pour la chasse à la baleine, équipé pour la capture (en utilisant des harpons) et le traitement de la chair en huile notamment. Le mot désigne aussi un membre de l'équipage d'un tel navire.

## Histoire

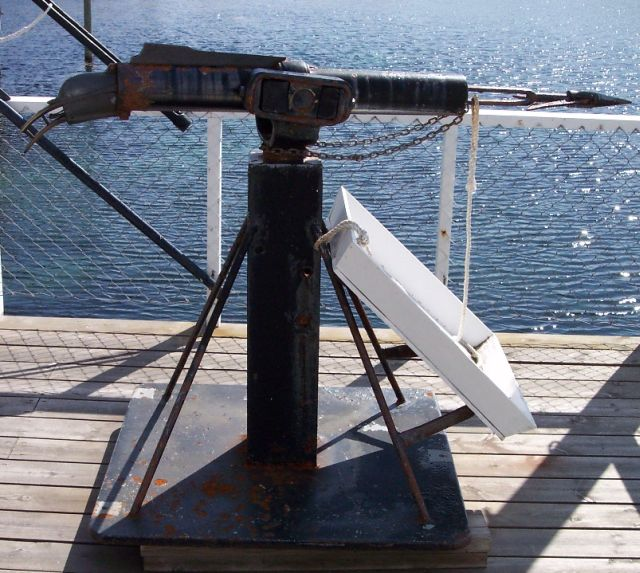
Harpon utilisé sur un baleinier.

Autrefois le baleinier disposait d'une ou plusieurs baleinières manœuvrées par les membres de l'équipage, elles embarquaient le harponneur qui était chargé de harponner la baleine en s'approchant au plus près de celle-ci. Au XXIe siècle, la plupart des baleiniers sont des navires-usines entourés de navires plus petits, les chasseurs, disposant d'un canon pour lancer le harpon.
Un premier pas vers l'industrialisation fut franchi au XVIIIe siècle avec l'invention (par le basque François de Sopite) d'un four de briques permettant de fondre le lard à bord d'un navire (obligatoirement d'un certain tonnage et entouré d'embarcations de chasse annexes, les baleinières). C'était une innovation audacieuse, permettant de travailler loin des côtes, mais aussi dangereuse, car aux temps de la marine à voile en bois — et même ensuite — le risque d'incendie à bord était, et est encore, une des pires craintes des marins.
Une fois la baleine repérée (les baleiniers avaient  un observateur - la vigie - à poste dans la mâture, parfois abrité de façon rudimentaire par un vieux tonneau, dit nid-de-pie), les baleinières étaient mises à l'eau.
Une fois en portée, le harponneur (un spécialiste mieux payé que les matelots du rang) plantait son arme dans l'animal et la partie la plus dangereuse de la chasse commençait : la baleine sondait (plongeait) en remorquant l'embarcation. La ligne reliant le harpon à la baleinière était lovée avec un soin maniaque dans une baille (pour éviter les nœuds et accrochages intempestifs) et se déroulait si vite qu'il fallait parfois l'arroser pour l'empêcher de prendre feu. Les accidents à ce stade de la chasse n'étaient pas rares (embarcations chavirées, ou écrasées par la nageoire caudale de l'animal). L'équipage de la baleinière s'efforçait de « fatiguer » l'animal qui une fois revenu en surface était achevé par le harponneur avec une lance spéciale, puis remorqué le long du baleinier où elle était amarrée « à couple ». Le lard était incisé à l'aide de tranchets montés sur de long manches et la baleine était littéralement pelée de sa couche de lard à l'aide de palans crochés dans les bas mâts et les vergues, les morceaux de lard passant dans la chaudière pour en tirer l'huile qui était mise en tonneau.

### Les dangers

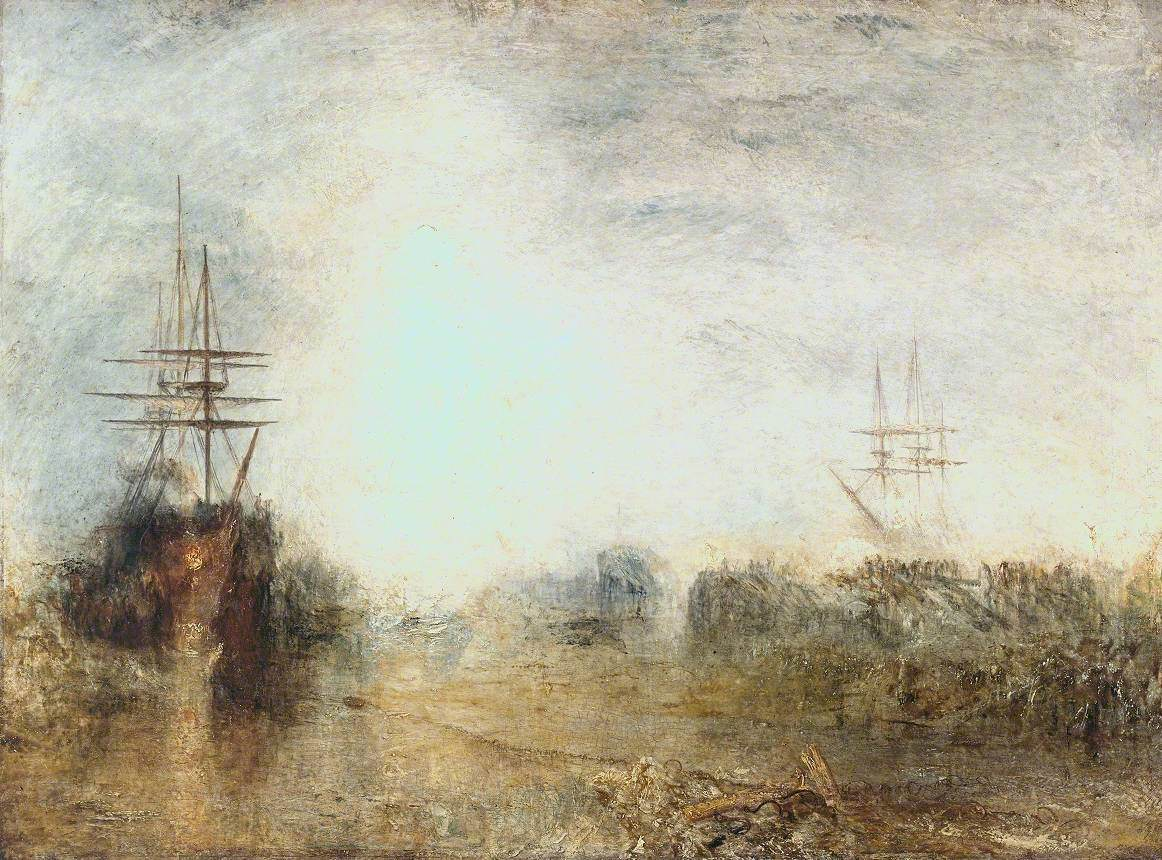
Baleiniers (graisse bouillante)
coincés dans la glace
s'efforçant de se dégager
William Turner, 1846
Tate Britain, Londres

Puanteur, risques d'incendie, maniement d'instruments tranchants sur des surfaces glissantes, navigation en dehors des routes commerciales fréquentées et parfois dans des zones tempêtueuses ou des régions glaciales infestées d'icebergs, longues campagnes (parfois plus de deux ans)... tout dans ce métier concourait à faire des équipages de baleiniers une race d'hommes à part au sein de la communauté maritime et les ports d'armement pour la pêche à la baleine étaient aussi des communautés bien particulières comme Nantucket sur la côte est des États-Unis, un des ports baleiniers les plus actifs au XIXe siècle.
Un accident plus rare pouvait survenir quand une baleine ou un cachalot, rendu fou par la douleur, pouvait s'en prendre directement au navire baleinier, l'éperonnant et défonçant le bordage avec sa tête, comme un bélier médiéval. Le cas du baleinier Essex en est le plus connu, ayant ainsi coulé en 1820. Les survivants réfugiés sur les baleinières étaient — métier oblige — loin de toute île habitable ou route maritime régulière. Ils moururent les uns après les autres de faim et d'épuisement, à part le capitaine et une poignée de matelots qui durent en partie leur survie à des actes de cannibalisme. Cet événement a été l'inspiration directe du roman d'Herman Melville, Moby Dick, qui a eu une longue postérité cinématographique.
Un témoignage plus récent sur la vie à bord d'un baleinier — et navire de chasse aux phoques — écossais se situe en 1880, à la charnière de l'ère de la voile et de celle de la navigation à vapeur, qui sera aussi celle de la chasse industrielle avec des navires-usines. Son auteur n'est autre que le tout jeune Conan Doyle, embarqué comme « médecin » — il s'en faut encore de plusieurs années pour qu'il obtienne son diplôme — pour une campagne de chasse au phoque et à la baleine vers le Groenland et le Spitzberg. Le père littéraire de Sherlock Holmes, de tempérament aventureux et sportif, apprécia cette expérience formatrice et son récit-livre de bord, très factuel, mais aussi très empreint d'humour, est fort justement intitulé Dangerous Work (« Travail dangereux »).

### AuXXesiècle
Avec l'avènement de la vapeur, mais aussi du harpon explosif, inventé par le Norvégien Svend Foyn, le métier et les navires changèrent radicalement d'aspect : le baleinier devint un véritable navire usine équipé de réservoirs intégrés à la coque et d'une rampe arrière équipée d'un puissant treuil pour hisser les baleines à bord, le tranchage fut en partie mécanisé et le navire était équipé de chaudières multiples pour la fonte du lard. Les sous-produits de la baleine (farines animales protéinées, poudre d'os, etc.) furent également mieux exploités — au temps de la voile la carcasse épluchée de la baleine était abandonnée aux requins et aux oiseaux de mer. Les baleinières à avirons étaient remplacés par de petits vapeurs très manœuvrants, équipés d'un canon lance-harpon et d'une installation d'air comprimé.
Durant la Seconde Guerre mondiale et la bataille de l'Atlantique, les vapeurs baleiniers eurent une postérité inattendue : les corvettes de chasse sous marine de la série Flower étaient directement dérivées d'un vapeur de chasse baleinier, le Southern Pride. Les qualités d'endurance et de maniabilité requises étaient les mêmes, seul le type d'armes changeait.
L'avancée des sciences et des techniques, océanographie, sonar, radar, etc., permirent dans un premier temps de maximiser les prises, avant d'épuiser dangereusement la ressource, d'où la création, en 1946, d'une commission internationale de protection (CBI ou IWC en anglais). Les terrains de chasse s'étaient déplacés vers l'Antarctique et l'Atlantique sud.
Les proies étaient maintenant les immenses baleines bleues qu'il fallait gonfler d'air comprimé car leur corps coule sitôt tué.
Un des armateurs les plus notoires de l'époque des navires-usines fut Aristote Onassis. Il avait racheté au prix de la ferraille diverses corvettes Flower, ex-Royal Navy) démobilisées, et un pétrolier T2 ravitailleur d'escadre, qu'il fit reconvertir en vapeurs de chasse et en navire usine. Sa flottille baleinière n'opéra cependant que quelques années, le plus souvent en totale illégalité et mépris des quotas de chasse de la CBI. Témoignage de cette activité, le très intime bar privé de son immense yacht, le Christina O avait ses tabourets recouverts de cuir de prépuce de cachalot.
La plupart des armements industriels à la baleine étaient anglo-norvégiens et avaient installé des bases antarctiques très largement équipées, chantiers navals, slipways, ateliers, machines-outils, base de vie avec bars, chapelle et cinéma sur l'ile britannique de la Géorgie du sud, notamment à Grytviken, afin d'assurer une large autonomie technique à leurs navires dans ces régions éloignées de toute facilité de réparation navale.
Le matériel fut laissé sur place après 1963 et la faillite de ces entreprises pour cause de raréfaction de la ressource et de concurrence de la chimie de synthèse. Ces îles ne furent plus visitées que par quelques « plaisanciers de l'extrême » comme Gérard Janichon et Jérôme Poncet, ou le couple britannique Tim et Pauline Carr sur leur petit voilier Curlew, qui traduisirent dans leurs livres la puissante impression de vanité et de désolation dégagée par cette ville-fantôme qu'était devenue Grytviken.
C'est l'irruption de ferrailleurs argentins venus sur la Géorgie du Sud récupérer ces « trésors abandonnés » qui fut le détonateur de la guerre des Malouines.

## Rôle dans l'exploration océanique et arctique

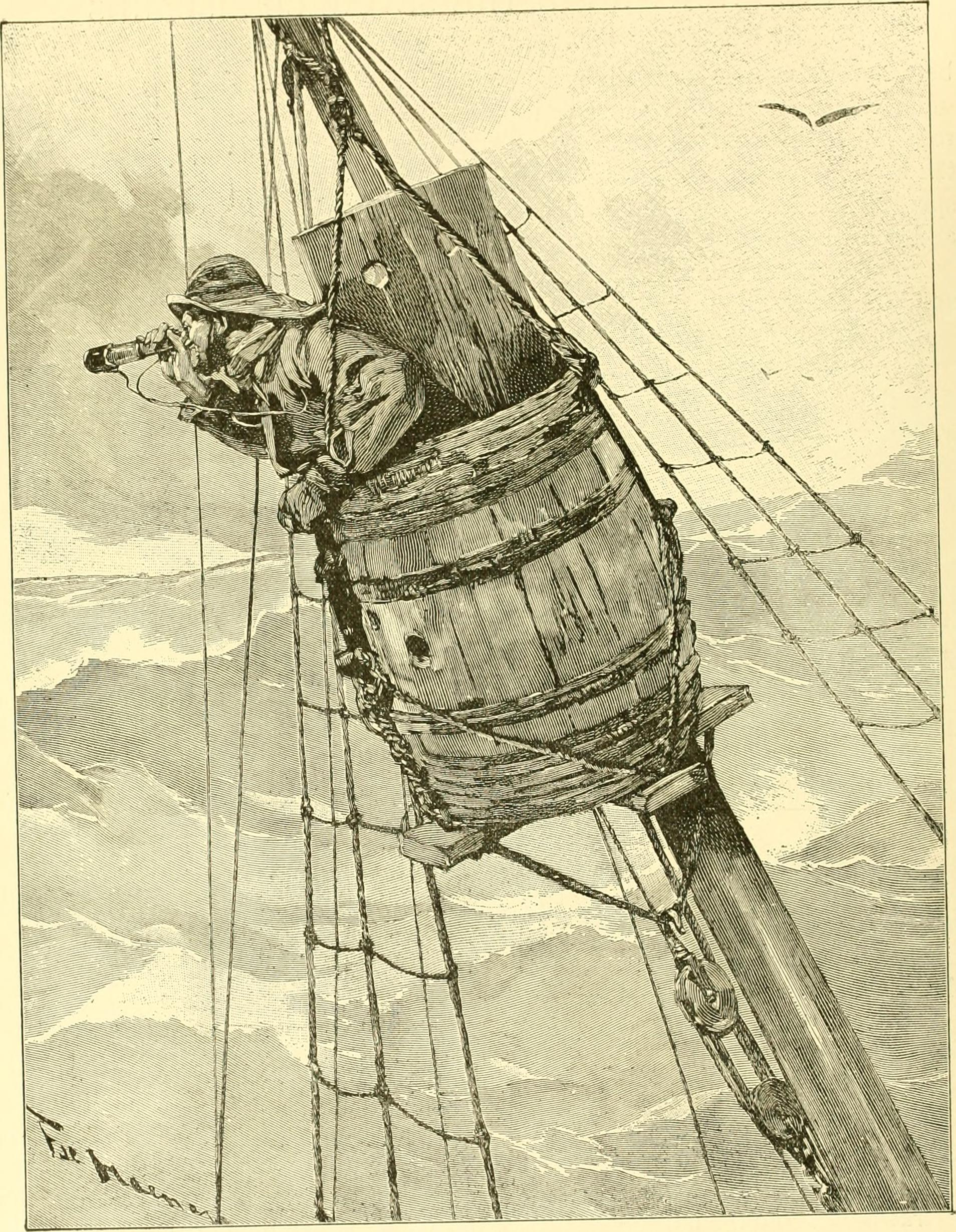
Vigie d'un baleinier, 1903.

Au cours des siècles passés, la chasse à la baleine a du s'adapter à la migration et à la disparition de la « ressource ».
Ainsi au Moyen Âge et à la Renaissance, les baleines abondaient dans le Golfe de Gascogne et les marins basques chassaient la baleine franche — un animal lent et dont le corps flotte naturellement après harponnage — directement depuis la côte avec des petites embarcations non pontées propulsées par des avirons. En témoignent les armoiries des villes de Guethary, Hendaye et Biarritz.
Aux XVIIe et XVIIIe siècles la ressource s'épuisant, il fallut se tourner vers d'autres espèces de cétacés et des territoires de chasse bien plus lointains en utilisant des navires de haute mer bien plus importants : Atlantique lointain, puis Pacifique, Arctique et  finalement Antarctique au début du XXe siècle lorsque la chasse à la baleine passa à l'ère industrielle avec l'apparition des navires usines, de la propulsion mécanique et de l'invention du canon lance-harpon par le norvégien Svend Foyn.
En Antarctique, le gibier privilégié était la gigantesque baleine bleue trop puissante pour les baleinières traditionnelles à avirons qu'on chassait avec de petits vapeurs semblables à l'illustration ci-contre : la baleine une fois tuée — la tête du harpon de Svend Foyn était explosive — l'animal était maintenu à flot en y injectant de l'air comprimé grâce à une lance creuse reliée à un compresseur puis ramenée à bord du navire usine par un petit remorqueur dit bateau-bouée.
Au cours des trois siècles écoulés, les navires baleiniers ont donc « briqué » tous les océans et mers du globe au cours de très longues campagnes — parfois plus de deux ans — et apporté une contribution au moins égale à celle des explorateurs officiels commandités par les amirautés de leurs nations respectives (Cook, La Pérouse, Dumont D'Urville, etc.) à la cartographie et à l'océanographie du globe terrestre.
Un cas emblématique est celui de William Scoresby, un baleinier anglais dont le fils William Scoresby, passé par les écoles d'hydrographie de son époque, est le précurseur de l'exploration arctique. Ce sont les navires baleiniers et phoquiers qui les premiers ont commencé à explorer le Nord du Groënland, le Spitzberg et à s'aventurer de plus en plus loin dans les redoutables passages du Nord - Est et passage du Nord Ouest. Bien avant Scoersby (né en 1789), l'explorateur et aventurier William Baffin (1584-1622) avait lui aussi participé à des expéditions balenières commerciales tout en défrichant l'exploration maritime du Grand Nord.

## En temps de guerre
Entre 1613 et 1638, les équipages des navires baleiniers se sont livrés à de petites escarmouches pour le contrôle de la pêche à la baleine du Spitzberg.
À la fin du XVIIIe et au début du XIXe siècle, les propriétaires de baleiniers armaient fréquemment leurs navires de canons pour permettre à ceux-ci de se protéger contre les pirates et, en temps de guerre, contre les corsaires. Des armes étaient également transportées sur les navires qui visitaient les îles du Pacifique pour y chercher de la nourriture, de l'eau et du bois afin de se défendre contre les indigènes parfois hostiles. Au début des guerres révolutionnaires françaises en 1793, les corsaires britanniques ont capturé plusieurs baleiniers français, dont le Necker, le Deux Amis, et le Anne, les corsaires néerlandais ont capturé le Port de Paix et le Penn. À l'époque, de nombreux baleiniers français sont passés sous pavillon américain, les États-Unis étant neutres dans la guerre anglo-française.
Certains baleiniers portaient également des lettres de marque qui les autorisaient à prendre des navires ennemis si l'occasion se présentait. En juillet 1793, le baleinier armé britannique Liverpool, de 20 canons, a capturé le baleinier français Chardon. Cependant, l'équipage du Chardon réussit à reprendre son navire.
En 1793, un baleinier britannique armé a capturé le baleinier français Hébé à Walvis Bay.
Pendant la guerre de 1812, la marine américaine a capturé deux baleiniers britanniques, Atlantic et Seringapatam, et les a utilisées comme navires de guerre.
Durant la Guerre de sécession, le corsaire confédéré CSS Alabama attaqua et détruisit un grand nombre de baleiniers nordistes, proies faciles car purs voiliers non armés face à un navire mixte rapide équipé de gros canons, privant ainsi leur industrie d'une importante source de matières premières.
Les communautés baleinières installées dans des ports nordistes comme Nantucket connurent un déclin très important, même si des réparations de guerre furent versées par les Anglais (alliés économiques des sudistes et fournisseurs de navires de guerre rapides).
Pendant la Seconde Guerre mondiale, la marine norvégienne et plus tard la marine royale britannique (Royal Navy) ont réquisitionné un certain nombre de baleiniers pour les utiliser dans diverses fonctions telles que le dragage de mines, la recherche et le sauvetage, et la lutte anti-sous-marine. Dix navires alliés classés comme baleiniers ont été perdus pendant la guerre.

## Dans les arts

### Littérature
Dans le roman Moby Dick de Herman Melville, le narrateur embarque sur le Péquod, baleinier du XIXe siècle.

### Dans la peinture

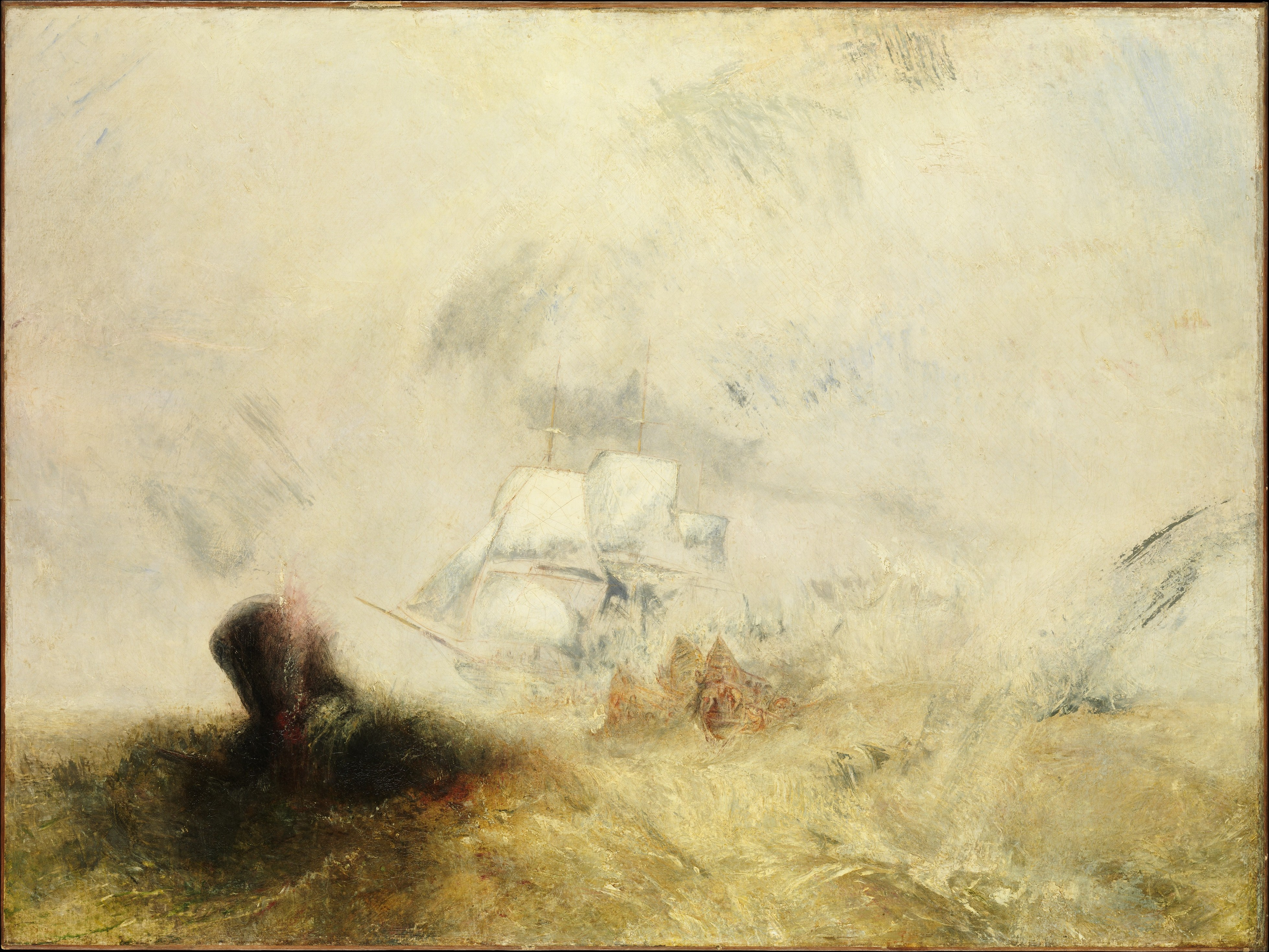
Baleiniers
William Turner, 1845
Metropolitan Museum, New York

William Turner a entrepris plusieurs tableaux représentant des baleiniers. Dans celui conservé au Metropolitan Museum de New York, comme l'observait le romancier anglais William Thackeray: "Ce n'est pas une tache de pourpre que vous voyez là-bas, mais une belle baleine, dont la queue vient de frapper une demi-douzaine de baleiniers en perdition; et quant à ce que vous pensiez être quelques-uns des lignes en zigzag éclaboussées sur la toile au hasard, regardez! ils se révèlent être un navire avec toutes ses voiles". Turner avait entrepris cette peinture pour le collectionneur Elhanan Bicknell, qui avait fait fortune dans le commerce de l'huile de baleine, mais cette toile lui a été rendue.